# Comico (plateforme)
Pour les articles homonymes, voir Comico.
Comico est un portail de webtoons basé au Japon et faisant partie de NHN Japan Corporation. La plateforme de webtoons est lancée au Japon en 2013. Elle est ensuite déployée à Taïwan en 2014[réf. nécessaire], puis en Thaïlande et en Corée du Sud en 2016, suivis par l'Indonésie (disparue  depuis le 30 septembre 2019) et en espagnole en 2017 (disparue depuis 2019),. Comico lance son service au Vietnam en avril 2020, puis lance en juillet 2020 son service en anglais sous le nom Pocket Comics. Comico a également déclaré vouloir lancer son service espagnol avec la marque « Pocket Comics » dans le futur. En 2017, Nielsen Media Research indique qu'il s'agit du deuxième plus grand site Web de bandes dessinées numériques au Japon en fonction du nombre d'utilisateurs. La version taïwanaise de « Comico » est rebaptisée « Pocket Comics » peu de temps après son lancement. Le 24 janvier 2022, NHN Japan lance un service en langue française pour Pocket Comics, les mises à jour du contenu sont arrêtées le 31 décembre 2024. Un service en allemand est lancé en 2020 et arrêté en septembre 2024.

## Séries

### Comico
| Titre | Auteur(s)              | Année |
| --- | ---------------------- | ----- |
| 5 E | Common Crowd           | 2014  |
| Ake no Tobari (明けのトバリ)                                                                                 | Momo Chidori           | 2014  |
| Amanogawa Ke no Yon Shimai (天之河家の４姉妹-予告)                                                           | Shiroya Maken          | 2016  |
| Animation e Yōkoso (アニメーションへようこそ)                                                                | Shiranui Yomi, Hon Tog | 2017  |
| Blavet | Azuma Shun             | 2015  |
| Bocchan to Maid (坊っちゃんとメイド)                                                                         | Hisei                  | 2015  |
| Bokura no Kioku Sōshitsu                                                                                     | irum                   | 2015  |
| Boy Meets Girl                                                                                               | Wone                   | 2016  |
| Call by Name                                                                                                 | Sakana                 | 2017  |
| Candy Floss                                                                                                  | Nanamoka               | 2014  |
| Futsū ni Naritai (ふつうになりたい)                                                                          | Canaria                | 2016  |
| Gyaru Yuri (ギャルゆり)                                                                                      | Ahiru                  | 2016  |
| Hakase to Suraimu-chan (博士とスライムちゃん)                                                                | Isaki Nayuta           | 2015  |
| Hamaya-kun!! (破魔屋くん!!)                                                                                  | Yoshino Sakura         | 2014  |
| Heart Cafe (はとかふぇ)                                                                                      | Gokugetsu Momo         | 2014  |
| Himawari Memory (ヒマワリメモリー)                                                                           | Team Karutoma          | 2015  |
| Horyūsō no Yatsura (保留荘の奴ら)                                                                            | Coconashi              | 2013  |
| How to Keep a Mummy                                                                                          | Utsugi Kakeru          | 2014  |
| I Became the Class Representative (学級委員に、なりました。)                                                 | Noeno                  | 2014  |
| Jinx | Hato Nomame            | 2015  |
| Josō Kareshi to Dansō Kanojo (女装カレシと男装カノジョ)                                                      | Sorata                 | 2015  |
| Kakao 79% | Aoi Umi                | 2015  |
| Kazekanata (かぜかなた)                                                                                      | Ryoku                  | 2015  |
| Kitsune to Yōjo no 365-nichi (狐と幼女の365日)                                                               | Nanashi                | 2016  |
| Kizu Darake no Akuma (傷だらけの悪魔)                                                                        | Sumikawa Volvox        | 2014  |
| Kochō no Yumeji (胡蝶の夢路)                                                                                 | Shima                  | 2014  |
| Koe Koi (こえ恋)                                                                                             | Doruru                 | 2015  |
| Koi Inu (こいいぬ。)                                                                                         | Hoshino Coco           | 2015  |
| Konshū no Kanade-san (今週のかなでさん)                                                                      | Chomolungma Hattori    | 2013  |
| Koodori no Hitosara (小躍りのひとさら)                                                                       | Kika                   | 2015  |
| Love & Wishu (ラブウィー！)                                                                                  | ine                    | 2017  |
| Love Connector! (らぶコネクタ！-Love Connector-)                                                             | Yuzuyu                 | 2015  |
| Momokuri | Kurose                 | 2014  |
| Nanbaka | Futamata Shō           | 2013  |
| Nar Doma | Kometokaiteme Meter    | 2013  |
| Nekokirai no Ie ni Umareta Nekosuki ga Neko to Kurashi Enikki (猫嫌いの家に生まれた猫好きが猫と暮らす絵日記) | Suzuo Kayu             | 2013  |
| Nu no Ryōiki (ぬノ領域)                                                                                      | Meisui                 | 2015  |
| O.L.D | Kitaooji Mimi          | 2013  |
| Otometeki Syndrome (乙女的シンドローム)                                                                      | Harukawa Haru          | 2015  |
| Ōji-sama Nante Iranai (王子さまなんていらない)                                                               | Harushion              | 2016  |
| Pastel Kazoku (パステル家族)                                                                                 | Sei                    | 2013  |
| Piacevole!                                                                                                   | Watanabe Atsuko        | 2014  |
| PSI (PSI -サイ-)                                                                                             | Tenchou                | 2013  |
| Recovery of an MMO Junkie                                                                                    | Kokuyou Rin            | 2013  |
| ReLIFE | Yayoi Sō               | 2013  |
| Rodiura Kurashi (ロヂウラくらし)                                                                             | Kuchinashi             | 2014  |
| Saku wa Edo ni mo Sono Soshitsu (咲くは江戸にもその素質)                                                     | Sajima Katana          | 2014  |
| Sekai wa Happy End de Dekiteiru (世界はハッピーエンドでできている)                                           | Shitanishiya           | 2016  |
| Spring Snow (春の雪)                                                                                         | Pugum                  | 2017  |
| Superstar wa Nemurenai (スーパースターは眠れない)                                                            | Machidaritsu           | 2015  |
| Tokeitō no Kizamu Koe (時計塔の刻む声)                                                                       | nicca                  | 2017  |
| Tonari no Seki no Kobayashi-san (となりの席の小林さん。)                                                     | Chihara Mihashi        | 2015  |
| Tōku no Hi ni wa Aoku (遠くの日には青く)                                                                     | Yohan, Saizō           | 2014  |
| Tsurugi no Ōkoku (剣の王国)                                                                                  | Yoruhashi              | 2014  |
| Two Souls (～繋ぎあう心～)                                                                                   | Tama (II)              | 2015  |
| Uchi no Neko ga Mononoke ni Narimashite (うちの猫が物の怪になりまして)                                       | Mukuro                 | 2015  |
| Waon! (和おん！)                                                                                             | Ryoku                  | 2013  |

### Comico Japon Challenge
| Titre                                              | Auteur(s)        | Année |
| -------------------------------------------------- | ---------------- | ----- |
| Ame no Furu Machi (雨の降る町)                     | Shima            | 2014  |
| Cherry Blossom-Colored You (桜色の君)              | Koya             | 2015  |
| Eve's Apple (ゑわの苹果(イヴのりんご))             | Hirahara Shidare | 2014  |
| Koshitsuji Tachi no Chinkyaku (小執事たちの珍客)   | Watomura         | 2015  |
| Lampe à sucre                                      | Betty Nanasato   | 2015  |
| Lampe à sucre                                      | Gunshi ☆ KUMA    | 2015  |
| Le jour où nous deviendrons mari et femme          | Hishino          | 2015  |
| We Were Childhood Friends (君とは幼馴染みでしたね) | Inakashi-Ruya    | 2015  |

### Comico Japon PLUS
| Titre                                | Auteur(s)      | Année |
| ------------------------------------ | -------------- | ----- |
| Itsudemo Idzurusō (いつでもイヅル荘) | Kitsune Toyono | 2015  |
| Mahō Shōjo Misa (魔法少女ミサ)       | Neko Tsuki     | 2014  |
| Équilibre travail-amour              | Davi Nathanaël | 2017  |

### Comico Corée
| Titre                                                                                               | Auteur(s)                                  | Année |
| --------------------------------------------------------------------------------------------------- | ------------------------------------------ | ----- |
| Amor Certus                                                                                         | Yang Woo-suk, Lim Gang-Hyuk                | 2016  |
| Baski (coréen : 바스키)                                                                             | Jin Chul-Soo, Byun Ki-Hyun                 | 2016  |
| Blood Rain (coréen : 블러드 레인)                                                                   | Min, Baek Seung Hoon                       | 2014  |
| Brave Citizen (coréen : 용감한 시민)                                                                | Kim Junghyun                               | 2014  |
| Clean with Passion for Now (coréen : 일단 뜨겁게 청소하라)                                          | Aengo                                      | 2015  |
| Close up the World                                                                                  | S Owl                                      | 2017  |
| Coffin Jackson (coréen : 잭슨의 관)                                                                 | Chong Tak                                  | 2015  |
| Confession (coréen : 떨림)                                                                          | Won Soo-yeon                               | 2015  |
| Dasadanan (coréen : 다사다난)                                                                       | Herb Mandu                                 | 2017  |
| Dial Again (coréen : 다이얼 어게인)                                                                 | Pyon                                       | 2017  |
| Dokgo Rewind (coréen : 독고 리와인드)                                                               | Min, Baek Seung Hoon                       | 2016  |
| Excuse Me, But the World Will Be Gone for a While (coréen : 실례지만 잠시 지구 좀 멸망시키겠습니다) | Noah                                       | 2016  |
| Flower Boys Hwarang (coréen : 플라워보이 화랑)                                                      | KAAB                                       | 2013  |
| Fluttering Feelings (coréen : 설레는 기분)                                                          | Ssamba                                     | 2014  |
| For Your Love (coréen : 너의 사랑에 대하여)                                                         | Park Nodeok                                | 2017  |
| Gallery L (coréen : 갤러리 L)                                                                       | Jo-Hong, Lamia                             | 2015  |
| Gi In Rok (coréen : 기인록)                                                                         | Yu Gye Jin                                 | 2014  |
| Heaven at The End of 4th Floor (coréen : 4층복도끝천국)                                             | Hyoz, Yen                                  | 2015  |
| Her Tale of Shim Chong (coréen : 그녀의 심청)                                                       | Seri, Biwan                                | 2017  |
| Imsulnyeon Hwayoil (coréen : 임술년 화요일)                                                         | Inbee                                      | 2017  |
| In A Heartbreak (coréen : 실연중입니다)                                                             | Kukim                                      | 2017  |
| Infinite World (coréen : 무한세계)                                                                  | Taeyang                                    | 2015  |
| Juveniles (coréen : 쥬브나일스)                                                                     | Su Wol                                     | 2017  |
| Life Howling (coréen : 라이프 하울링)                                                               | Sung Sang-Young, Gang-Cha                  | 2015  |
| Loplop (coréen : 롭플롭)                                                                            | Chong Tak                                  | 2017  |
| Milk Tea (coréen : 밀크티)                                                                          | Lucky Lin, Lady Monster                    | 2016  |
| Moonlit Hair (coréen : 달빛머리 구름속의 달빛)                                                      | Hong Dae Eui                               | 2010  |
| Moonlit Hair Season 2 (coréen : 달빛머리 2부 호수에 비친 달)                                        | Hong Dae Eui                               | 2016  |
| My Magical Girlfriend (coréen : 내 여자친구는 마법소녀)                                             | Ha Je                                      | 2016  |
| My Perfect Boyfriend (coréen : 완벽한 그녀의 완벽한 남자친구)                                       | Lee Ahyoung                                | 2015  |
| Nanohana Boys (coréen : 낮은 곳으로)                                                                | Pyon                                       | 2014  |
| Perfect Classroom (coréen : 완벽한 교실)                                                            | O-Gu                                       | 2016  |
| Retard (coréen : 또라이)                                                                            | Park Sung-hoon                             | 2016  |
| Seoha (coréen : 서하)                                                                               | yaggug                                     | 2016  |
| Susu, Han (coréen : 수수,한)                                                                        | Seuli                                      | 2017  |
| That House Where I Live with You (coréen : 너와 사는 그집)                                          | Sis, Hill                                  | 2015  |
| That Summer (coréen : 그 해 여름)                                                                   | Kim Hyun                                   | 2015  |
| The Clock Workers (coréen : 시계수리공)                                                             | Nam Eun-Hyae, Hpark                        | 2014  |
| The Sensual M (coréen : 모럴센스)                                                                   | Winter                                     | 2015  |
| The Strange Story of a Guy Next Door and a Novelist (coréen : 옆집남자와 소설가와 기묘한 이야기)    | Byul Ae Byul                               | 2017  |
| The Tale Left by That Magician (coréen : 그마남 이야기)                                             | Milkong Kim                                | 2012  |
| Tong (coréen : 통)                                                                                  | Min, Baek Seung Hoon                       | 2015  |
| Tribe-X (coréen : Tribe-X 트라이브 엑스)                                                            | Hyeon Jae-Kwon, Park Yoon-Sun, Hong Ki-Woo | 2014  |
| Unlucky Mansion (coréen : 언럭키맨션)                                                               | yaggug                                     | 2016  |

### Comico Taïwan
| Titre                                                                 | Auteur(s) | Année |
| --------------------------------------------------------------------- | --------- | ----- |
| Je n'ai jamais entendu le bruit de la marée (未曾聽聞海潮之聲)        | Lunesia   | 2016  |
| Distancia : L'Intouchable (魔咒之吻)                                  | Lumion    | 2016  |
| Prenons le train ensemble, d'accord ? (Est-ce que ça va aller, non ?) | SORTIE    | 2015  |
| Mon prince du jardin d'Eden (王子來自伊甸園)                          | Moi       | 2015  |